# أبو واتارا
أبو واتارا (بالفرنسية: Abou Ouattara) (مواليد 25 ديسمبر 1999) هو لاعب من بوركينا فاسو يلعب في مركز الجناح الأيمن في نادي فيتوريا دي غيماريش على سبيل الإعارة.

## روابط خارجية
- أبو واتارا على موقع الاتحاد الدولي (مؤرشف)  (الإنجليزية)
- أبو واتارا على موقع قاعدة بيانات كرة القدم.إي يو (الإنجليزية)
- أبو واتارا على موقع ناشيونال فوتبول تيمز (الإنجليزية)
- أبو واتارا على موقع Soccerway.com (الإنجليزية)

{{شريط تصفح تشكيلة فريق كرة قدم
|الاسم=
|اسم الفريق= نادي شريف تيراسبول
|القائمة=
- 1 Victor Străistari [الإنجليزية]‏

{{لاعب تشكيلة فريق كرة قدم|الرقم=2|الاسم=Átila
{{لاعب تشكيلة فريق كرة قدم|الرقم=3|الاسم=Boakye
{{لاعب تشكيلة فريق كرة قدم|الرقم=4|الاسم=Swen
{{لاعب تشكيلة فريق كرة قدم|الرقم=6|الاسم=Raí
{{لاعب تشكيلة فريق كرة قدم|الرقم=7|الاسم=Fernando Neto
{{لاعب تشكيلة فريق كرة قدم|الرقم=8|الاسم=Soumah
{{لاعب تشكيلة فريق كرة قدم|الرقم=9|الاسم=Gjoni
- 10 Artur Serobyan [الإنجليزية]‏
- 11 بايالا

{{لاعب تشكيلة فريق كرة قدم|الرقم=12|الاسم=Odede
- 17 Johan Rodallega [الإنجليزية]‏
- 21 Ivan Dyulgerov [الإنجليزية]‏
- 22 Bessala

{{لاعب تشكيلة فريق كرة قدم|الرقم=24|الاسم=Forov
{{لاعب تشكيلة فريق كرة قدم|الرقم=25|الاسم=Dumenco
{{لاعب تشكيلة فريق كرة قدم|الرقم=26|الاسم=Dijinari
{{لاعب تشكيلة فريق كرة قدم|الرقم=27|الاسم=Kozma
- 28 فيليتش
- 29 Magossouba

{{لاعب تشكيلة فريق كرة قدم|الرقم=42|الاسم=Loukou
{{لاعب تشكيلة فريق كرة قدم|الرقم=44|الاسم=Mija
- 69 Peter Ademo [الإنجليزية]‏
- 70 فيليب
- 77 Mamady Diarra [الإنجليزية]‏
- 90 Papa Ndiaga Yade [الإنجليزية]‏
- مدرب: Victor Mihailov [الإنجليزية]‏ (Interim)